# B-VM i håndbold 1981 (mænd)
B-Verdensmesterskabet i håndbold for mænd 1981 var det andettredje B-VM i håndbold for mænd, og turneringen med deltagelse af 12 hold afvikledes i Frankrig i perioden 21. februar – 1. marts 1981. Turneringen fungerede som den europæiske kvalifikation til A-VM 1982, og holdene spillede om fem ledige pladser ved A-VM-slutrunden.
Turneringen blev vundet af Polen, som i finalen besejrede Tjekkoslovakiet med 23-16, og de to hold kvalificerede sig dermed til A-VM 1982 sammen med de tre hold, som endte på tredje- til femtepladsen: Sverige, Danmark og Schweiz.
Holdene, der sluttede som nr. 9-12, bortset fra nr. 10 Holland, der som vært for næste B-VM ikke kunne rykke ned, rykkede ned i C-VM.

## Resultater
De 12 deltagende hold var inddelt i to grupper med seks hold i hver, og i hver gruppe spillede holdene en enkeltturnering alle-mod-alle. De to gruppevindere mødtes i finalen, de to toere spillede om 3.- og 4.-pladse, og så fremdeles, idet de to seksere spillede placeringskamp om 11.- til 12.-pladsen.

### Indledende runde

#### Gruppe A
| Dato  | Kamp               | Res.  | Pause | Spillested    |
| ----- | ------------------ | ----- | ----- | ------------- |
| 21.2. | Polen – Holland    | 29–20 |       |               |
| 21.2. | Sverige – Frankrig | 22–18 | 12-70 | Lyon          |
| 21.2. | Island – Østrig    | 27–13 | 12-60 | Saint-Étienne |
| 22.2. | Polen – Frankrig   | 27–23 |       |               |
| 22.2. | Sverige – Østrig   | 21–17 | 14-80 | Besançon      |
| 22.2. | Island – Holland   | 23–17 | 12-80 | Lyon          |
| 24.2. | Polen – Østrig     | 25–90 | 12-50 | Grenoble      |
| 24.2. | Sverige – Island   | 16–15 | 9-8   | Grenoble      |
| 24.2. | Frankrig – Holland | 17–16 |       |               |
| 25.2. | Holland – Østrig   | 14–12 | 5-5   | Besançon      |
| 25.2. | Frankrig – Island  | 23–15 | 9-7   | Besançon      |
| 25.2. | Polen – Sverige    | 24–17 |       |               |
| 27.2. | Frankrig – Østrig  | 19–12 | 12-50 | Dijon         |
| 27.2. | Sverige – Holland  | 18–18 | 11-80 | Reims         |
| 27.2. | Polen – Island     | 25–16 | 13-90 | Dijon         |

| Gruppe   | Kampe | Mål     | Point |
| -------- | ----- | ------- | ----- |
| Polen    | 5     | 130-850 | 10    |
| Sverige  | 5     | 94-92   | 7     |
| Frankrig | 5     | 100-920 | 6     |
| Island   | 5     | 96-94   | 4     |
| Holland  | 5     | 85-99   | 3     |
| Østrig   | 5     | 063-106 | 0     |

#### Gruppe B
| Dato  | Kamp                        | Res.  | Pause | Spillested  |
| ----- | --------------------------- | ----- | ----- | ----------- |
| 21.2. | Schweiz – Bulgarien         | 18–17 |       | Toulouse    |
| 21.2. | Danmark – Israel            | 22–15 | 12-60 | Albi        |
| 21.2. | Tjekkoslovakiet – Norge     | 21–15 |       | Bayonne     |
| 22.2. | Schweiz – Norge             | 18–17 |       | Bordeaux    |
| 22.2. | Tjekkoslovakiet – Israel    | 28–15 |       |             |
| 22.2. | Bulgarien – Danmark         | 21–20 |       | Bordeaux    |
| 24.2. | Schweiz – Israel            | 21–19 |       |             |
| 24.2. | Tjekkoslovakiet – Danmark   | 17–15 | 8-9   | Poitiers    |
| 24.2. | Bulgarien – Norge           | 15–14 |       | La Rochelle |
| 25.2. | Tjekkoslovakiet – Schweiz   | 14–12 |       | Nantes      |
| 25.2. | Israel – Bulgarien          | 26–25 |       |             |
| 25.2. | Danmark – Norge             | 26–17 | 11-90 | Niort       |
| 27.2. | Danmark – Schweiz           | 25–20 | 13-13 | Rennes      |
| 27.2. | Israel – Norge              | 21–20 |       | Laval       |
| 27.2. | Tjekkoslovakiet – Bulgarien | 22–17 |       |             |

| Gruppe          | Kampe | Mål     | Point |
| --------------- | ----- | ------- | ----- |
| Tjekkoslovakiet | 5     | 102-740 | 10    |
| Danmark         | 5     | 108-900 | 6     |
| Schweiz         | 5     | 89-92   | 6     |
| Israel          | 5     | 096-116 | 4     |
| Bulgarien       | 5     | 095-100 | 4     |
| Norge           | 5     | 083-101 | 0     |

### Placerings- og finalekampe
| Dato                | Kamp                    | Res.                | Pause               | Spillested          |
| Kamp om 11.-pladsen | Kamp om 11.-pladsen     | Kamp om 11.-pladsen | Kamp om 11.-pladsen | Kamp om 11.-pladsen |
| ------------------- | ----------------------- | ------------------- | ------------------- | ------------------- |
| 1.3.                | Østrig – Norge          | 22–17               | 11-10               | Saint-Ouen          |
| Kamp om 9.-pladsen  |                         |                     |                     |                     |
|                     | Bulgarien – Holland     | 25–20               |                     | Paris               |
| Kamp om 7.-pladsen  |                         |                     |                     |                     |
| 28.2.               | Israel – Island         | 25–19               |                     | Orléans             |
| Kamp om 5.-pladsen  |                         |                     |                     |                     |
| 28.2.               | Schweiz – Frankrig      | 21–18               |                     | Rouen               |
| Bronzekamp          |                         |                     |                     |                     |
| 28.2.               | Sverige – Danmark       | 23–21               | 09-11               | Paris               |
| Finale              |                         |                     |                     |                     |
| 1.3.                | Polen – Tjekkoslovakiet | 23–16               |                     | Paris               |

### Samlet rangering
| Samlet rangering | Samlet rangering |
| ---------------- | ---------------- |
| Guld             | Polen            |
| Sølv             | Tjekkoslovakiet  |
| Bronze           | Sverige          |
| 4.               | Danmark          |
| 5.               | Schweiz          |
| 6.               | Frankrig         |
| 7.               | Israel           |
| 8.               | Island           |
| 9.               | Bulgarien        |
| 10.              | Holland          |
| 11.              | Østrig           |
| 12.              | Norge            |